# سوتيريوس كارابوستولو
سوتيريوس كارابوستولو (باليونانية: Σωτήρης Καραποστόλου)‏ مواليد 15 يوليو 1978 في لاريسا، هو لاعب كرة سلة يوناني. بدأ مسيرته الاحترافية في سنة 2003. يبلغ طوله 6 قدم 5 بوصة (2.0 م).

## المسيرة الاحترافية
لعب مع أرتلاند دراغونز في الدوري الألماني في موسم 2003–2004، ثم لعب مع نادي أريس لكرة السلة في موسم 2004–2005، ثم لعب مع نادي ماكدونيكوس لكرة السلة في موسم 2005–2006، ثم لعب مع نادي أولمبيا لاريسا لكرة السلة في موسم 2008–2009، ثم لعب مع نادي إراكليس سالونيك لكرة السلة في موسم 2009–2010.

## روابط خارجية
- سوتيريوس كارابوستولو على موقع ريلجم (الإنجليزية)
- سوتيريوس كارابوستولو على موقع بروبوليرز (الإنجليزية)